# Badminton aux Jeux paralympiques d'été de 2024
Navigation
Tokyo 2020 Los Angeles 2028
Le badminton aux Jeux paralympiques d'été de 2024 se déroulent du 29 août au 2 septembre 2024 a  l'Arena Porte de la Chapelle, en France. Il s'agit de la 2e apparition du badminton aux Jeux paralympiques.
Seize finales figurent au programme de cette compétition (7 masculines, 7 féminines et 2 mixtes), soit deux de plus que lors de la précédente édition des Jeux à Tokyo.

## Organisation

### Lieu de la compétition
Le tournoi paralympique de badminton a lieu à l'arena Porte de la Chapelle. Le site est situé dans le 18e arrondissement de Paris, en France à 2,5 km du village paralympique et à proximité du Stade de France et du Centre aquatique olympique. Ce lieu est d’une superficie de 20 000 m2 et ses surfaces sont végétalisées à 80%. La salle polyvalente qui accueille les épreuves est d’une capacité de 8 000 places.
D'abord connu sous son nom de projet « Arena II », ce complexe polyvalent est le seul équipement des Jeux de Paris 2024 à avoir été spécialement bâti dans la capitale,. Ce chantier est financé à hauteur de 138 millions d'euros par la ville de Paris et la société de livraison des ouvrages olympiques et est construit par le groupe Bouygues entre mars 2020 et janvier 2024.
Après les Jeux, le sport de haut niveau sera présent à l’Arena, avec des compétitions sportives de niveau national et international, le Paris Basketball en résidence, mais aussi de l'E-sport, des concerts, des spectacles ou encore des congrès. L'enceinte sera ouverte au sport de proximité en intégrant en son sein deux gymnases pour des besoins locaux. Un programme complémentaire de 2 600 m2 est destiné à une offre de loisirs et de commerces.
Outre les épreuves de para badminton, le site accueillera également celles de l'haltérophilie et, lors des Jeux olympiques, les épreuves de badminton et de gymnastique rythmique.
| Paris 18e                  | \| Arena Porte de la Chapelle \| |
| Arena Porte de la Chapelle | \| Arena Porte de la Chapelle \| |
| Capacité: 8 000            | \| Arena Porte de la Chapelle \| |
| Site de la compétition.    | \| Arena Porte de la Chapelle \| |
| Arena Porte de la Chapelle |                                  |

### Calendrier
| Épreuve ↓ / Date → | Épreuve ↓ / Date → | Je 29 | Je 29 | Je 29 | Ve 30 | Ve 30 | Ve 30 | Sa 31 | Sa 31 | Sa 31 | Di 1er | Di 1er | Di 1er | Lu 2 | Lu 2 | Lu 2 |
| Épreuve ↓ / Date → | Épreuve ↓ / Date → | M     | A     | S     | M     | A     | S     | M     | A     | S     | M      | A      | S      | M    | A    | S    |
| ------------------ | ------------------ | ----- | ----- | ----- | ----- | ----- | ----- | ----- | ----- | ----- | ------ | ------ | ------ | ---- | ---- | ---- |
| Hommes             | Simple WH1         |       | P     |       |       | P     |       |       |       |       | ½      |        |        |      |      |      |
| Hommes             | Simple WH2         |       |       |       | P     | P     |       |       |       |       | ½      |        |        |      |      |      |
| Hommes             | Simple SL3         | P     |       |       | P     |       |       |       |       |       |        | ½      |        |      |      |      |
| Hommes             | Simple SL4         | P     |       |       | P     |       |       |       |       |       |        | ½      |        |      |      |      |
| Hommes             | Simple SU5         | P     |       |       | P     | P     |       |       |       |       |        | ½      |        |      |      |      |
| Hommes             | Simple SH6         |       | P     |       |       | P     |       |       |       |       |        | ½      |        |      |      |      |
| Hommes             | Double WH1-2       | P     |       |       | P     | P     |       |       | ½     |       |        |        |        |      |      |      |
| Dames              | Simple WH1         |       | P     |       | P     | P     |       |       |       |       | ½      |        |        |      |      |      |
| Dames              | Simple WH2         |       |       |       | P     | P     |       |       |       |       | ½      |        |        |      |      |      |
| Dames              | Simple SL3         | P     |       |       | P     |       |       |       |       |       |        | ½      |        |      |      |      |
| Dames              | Simple SL4         | P     |       |       | P     |       |       |       |       |       |        | ½      |        |      |      |      |
| Dames              | Simple SU5         | P     | P     |       | P     | P     |       |       |       |       |        | ½      |        |      |      |      |
| Dames              | Simple SH6         |       | P     |       |       | P     |       |       |       |       |        |        | ½      |      |      |      |
| Dames              | Double WH1-2       |       |       |       | P     | P     |       |       | ½     |       |        |        |        |      |      |      |
| Mixte              | Double SL3-SU5     | P     | P     |       |       | P     |       |       | ½     |       |        |        |        |      |      |      |
| Mixte              | Double SH6         | P     | P     |       |       | P     |       |       | ½     |       |        |        |        |      |      |      |

| P | Tours préliminaires | ¼ | Quarts de finale | ½ | Demi-finales | F | Finale |

### Classification
Lorsqu’un athlète concourt sur une compétition paralympique, il est au préalable classé en fonction du type et de l'ampleur de son handicap dans une catégorie régie par un système de classification. Ce système permet de rivaliser avec les autres compétiteurs qui ont le même niveau de handicap. Il n’existe pas de système de classification commun pour l’ensemble des sports, de par leur histoire et la forme de leur pratique, chaque discipline a son système propre. 
En ce qui concerne les épreuves de badminton, le système de classification respecte une logique avec 2 composantes :
- Les lettres : Il existe quatre combinaison. Le premier, « WH » qui signifie Wheerlchair en anglais est réservé pour les personnes en fauteuil roulant. Le second, « SL » (Standing Lower) est pour les athlètes debout avec un handicap aux membres inférieur. Le troisième « SU » (Standing Upper) est quasiment similaire que le précédent mais est pour ceux avec un handicap aux membres supérieur. Le dernier « SH » (Short stature) est réservé pour les personnes de petite taille.
- Les chiffres : Comme pour les lettres, les chiffres indique la nature et le degré du handicap. 1 et 2 pour les personnes en fauteuil roulant, 3 et 4 pour les handicap de membres inférieurs ou légère hémiparésie, 5 pour les handicap de membres supérieurs et 6 pour les personnes de petite taille.

Les badistes sont répartis en six catégories de handicap. Quatre catégories pour les joueurs pratiquant debout et deux pour les personnes en fauteuil roulant. Le tableau ci-dessous détail les catégories en badminton,, :
| Catégorie | Observations |
| --------- | --- |
| WH1       | Joueur assis en fauteuil roulant (wheelchair). L'athlète dispose d’un mauvais ou ne dispose pas d’équilibre du tronc. |
| WH2       | Joueur assis en fauteuil roulant (wheelchair). L'athlète dispose d’un équilibre du tronc normal ou proche de la normale. |
| SL3       | Joueur debout membre inférieur (standing/lower limb impairment minor). L'athlète marche ou court avec un boitement dû au handicap ou à l’absence de membre inférieur. |
| SL4       | Joueur debout membre inférieur (standing/lower limb impairment severe). L'athlète peut marcher avec une légère mou mais se déplace de manière fluide. |
| SU5       | Joueur debout membre supérieur (standing/upper limb impairment). L'athlète est limité dans la fonction de base du membre supérieur ou par l’absence du membre supérieur. La déficience peut concerner le « bras raquette » ou le « bras non-raquette » mais les critères sont différents. |
| SH6       | Joueur de petite taille (standing/short stature) (par exemple atteint d'achondroplasie). L'athlète doit entre autres mesurer au maximum 145 cm pour les hommes et 137 cm pour les femmes.                                                                                                 |

## Participation

### Qualification
La période de qualification s'étend de janvier 2023 à mars 2024.

### Nations participantes
| Afrique       | Amériques                                                          | Asie | Europe | Océanie                                |
| ------------- | ------------------------------------------------------------------ | --- | --- | -------------------------------------- |
| - Nigeria (2) | - Brésil (3) - Canada (1) - Chili (1) - États-Unis (2) - Pérou (3) | - Chine (13) - Corée du Sud (7) - Hong Kong (2) - Inde (13) - Indonésie (9) - Israël (2) - Japon (12) - Malaisie (5) - Taipei chinois (4) - Thaïlande (8) | - Allemagne (3) - Autriche (1) - Belgique (2) - Danemark (1) - France (8) - Grande-Bretagne (4) - Italie (1) - Norvège (1) - Pologne (2) - Portugal (1) - Suisse (3) - Turquie (2) - Ukraine (2) | - Australie (2) - Nouvelle-Zélande (1) |
| 1 pays        | 5 pays                                                             | 10 pays | 13 pays | 2 pays                                 |

## Médaillés

### Hommes
| Épreuves     | Or                         | Argent                                  | Bronze                                |
| Simple WH1   | Qu Zimo (CHN)              | Choi Jung-man (KOR)                     | Thomas Wandschneider (GER)            |
| Simple WH2   | Daiki Kajiwara (JPN)       | Chan Ho Yuen (HKG)                      | Kim Jung-jun (KOR)                    |
| Simple SL3   | Kumar Nitesh (IND)         | Daniel Bethell (GBR)                    | Mongkhon Bunsun (THA)                 |
| Simple SL4   | Lucas Mazur (FRA)          | Suhas Lalinakere Yathiraj (IND)         | Fredy Setiawan (INA)                  |
| Simple SU5   | Cheah Liek Hou (MAS)       | Suryo Nugroho (INA)                     | Dheva Anrimusthi (INA)                |
| Simple SH6   | Charles Noakes (FRA)       | Krysten Coombs (GBR)                    | Vitor Tavares (BRA)                   |
| Double WH1-2 | Chine Mai Jianpeng Qu Zimo | Corée du Sud Jeong Jae-gun Yu Soo-young | Japon Hiroshi Murayama Daiki Kajiwara |

### Femmes
| Épreuves     | Or                          | Argent                            | Bronze                                      |
| Simple WH1   | Sarina Satomi (JPN)         | Sujirat Pookkham (THA)            | Yin Menglu (CHN)                            |
| Simple WH2   | Liu Yutong (CHN)            | Li Hongyan (CHN)                  | Ilaria Renggli (SUI)                        |
| Simple SL3   | Xiao Zuxian (CHN)           | Qonitah Ikhtiar Syakuroh (INA)    | Mariam Eniola Bolaji (NGR)                  |
| Simple SL4   | Cheng Hefang (CHN)          | Leani Ratri Oktila (INA)          | Helle Sofie Sagøy (NOR)                     |
| Simple SU5   | Yang Qiuxia (CHN)           | Thulasimathi Murugesan (IND)      | Manisha Ramadass (IND)                      |
| Simple SH6   | Li Fengmei (CHN)            | Lin Shuangbao (CHN)               | Nithya Sre Sivan (IND)                      |
| Double WH1-2 | Chine Yin Menglu Liu Yutong | Japon Sarina Satomi Yuma Yamazaki | Thaïlande Sujirat Pookkham Amnouy Wetwithan |

### Mixte
| Épreuves       | Or                                          | Argent                                      | Bronze                           |
| Double SL3-SU5 | Indonésie Hikmat Ramdani Leani Ratri Oktila | Indonésie Fredy Setiawan Khalimatus Sadiyah | France Lucas Mazur Faustine Noël |
| Double SH6     | Chine Lin Naili Li Fengmei                  | États-Unis Miles Krajewski Jayci Simon      | Indonésie Subhan Rina Marlina    |

## Tableau des médailles
- Pays organisateur (France)

| Rang  | Nation          | Or | Argent | Bronze | Total |
| ----- | --------------- | -- | ------ | ------ | ----- |
| 1     | Chine           | 9  | 2      | 1      | 11    |
| 2     | Japon           | 2  | 1      | 1      | 4     |
| 3     | France          | 2  | 0      | 1      | 3     |
| 4     | Indonésie       | 1  | 4      | 3      | 8     |
| 5     | Inde            | 1  | 2      | 2      | 5     |
| 6     | Malaisie        | 1  | 0      | 0      | 1     |
| 7     | Corée du Sud    | 0  | 2      | 1      | 3     |
| 8     | Grande-Bretagne | 0  | 2      | 0      | 2     |
| 9     | Thaïlande       | 0  | 1      | 2      | 3     |
| 10    | États-Unis      | 0  | 1      | 0      | 1     |
| 10    | Hong Kong       | 0  | 1      | 0      | 1     |
| 12    | Allemagne       | 0  | 0      | 1      | 1     |
| 12    | Brésil          | 0  | 0      | 1      | 1     |
| 12    | Nigeria         | 0  | 0      | 1      | 1     |
| 12    | Norvège         | 0  | 0      | 1      | 1     |
| 12    | Suisse          | 0  | 0      | 1      | 1     |
| Total | Total           | 16 | 16     | 16     | 48    |